# Edgar Koetz
Pour les articles homonymes, voir Koetz.

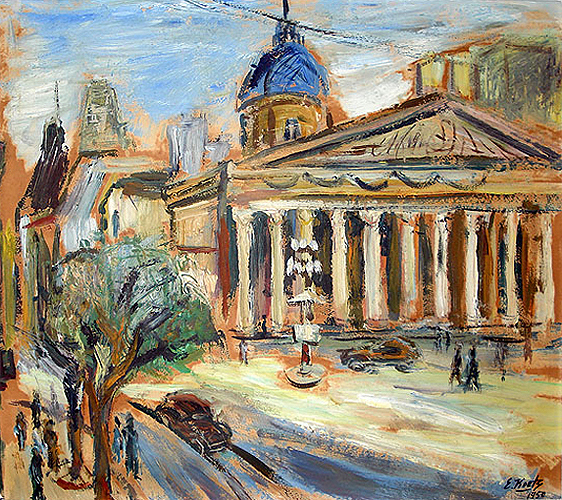
Cathédrale de Buenos Aires, huile sur toile, 1950, collection MARGS

Edgar Koetz, né le 6 août 1914 à Porto Alegre où il est mort le 28 février 1969, est un dessinateur, écrivain, graphiste, illustrateur et peintre brésilien.
En tant qu'illustrateur, il travaille pour Editora Livraria do Globo, célèbre pour avoir une section de dessin dirigée par le graphiste allemand Ernst Zeuner et être l'éditeur de la Revista do Globo.
Il participe à la fondation de l'Association Riograndense des Beaux-Arts Francisco Lisboa, en 1938, et du Clube de Gravura de Porto Alegre, en 1950.